# Mikoian-Gurévitx MiG-3
El Mikoian-Gurévitx MiG-3 (rus: Микоян и Гуревич МиГ-3)va ser un caça interceptor soviètic utilitzat durant Segona Guerra Mundial. Va ser una evolució del MiG-1 realitzada per l'OKO (opytno-konstrooktorskiy otdel — Departament de Disseny Experimental en rus) de la (fàbrica) Zavod No. 1 per tal de posar remei als defectes de disseny del model anterior. Va fabricar-se a la Factoria No. 1 des del 20 de desembre de 1940 i durant el 1941 fins que la planta es va reconvertir per fabricar els Iliuixin Il-2.

## Especificacions (Mikoian-Gurévitx MiG-3)
Dades de 
Característiques generals
- Tripulació: Un pilot
- Longitud: 8,25 m
- Envergadura: 10,20 m
- Alçada: 3,30 m
- Superfície de l'ala 17,44 m²
- Perfil: Clark Y
- Pes buit: 2.699 kg
- Pes carregat: 3.355 kg
- Motors: 1×  V-12 de refrigeració líquida Mikulin AM-35A, 993 kW

 Rendiment 
- Velocitat màxima: 640 km/h (346 nusos) at 7.800 m (25.600 peus)

- Velocitat màxima a nivell del mar: 505 km/h (273 nusos)
- Abast de combat: 820 km
- Sostre de servei: 12.000 m
- Càrrega alar: 155 kg/m²
- Potència/pes: 0,30 kW/kg
- Ascensió fins a 8.000 m en 10 minuts 28 segons

Armament

- 1 metralladora Berezin UB de calibre 12,7 mm
- 2 metralladores metralladora ShKAS de calibre 7,62 mm
- 2 bombes de fins a 100 kg; 2 dispersadors de productes químics, gas o líquids inflamables; o 2 llançadors de coets RS-82 amb 6 coets de calibre 82 mm